# 長鰭鋸尾鯊
長鰭鋸尾鯊（學名：Galeus cadenati），又稱長鰭蜥鯊，為軟骨魚綱真鯊目猫鲨科鋸尾鯊屬的一個種，由著名鯊魚專家斯圖爾特·施普林格(Stewart Springer) 在1966年出版的《美國魚類和野生動物服務漁業公報》中首次描述了長鰭鋸尾鯊，其依據是1962年5月30日在巴拿馬捕獲的一條31公分雌性長鰭鋸尾鯊。分布於中西大西洋巴拿馬及哥倫比亞海域，深度可達439公尺，本魚體修長，頭部寬闊，鼻子中等長度且尖，大眼睛呈水平橢圓形，有瞬膜，下方沒有突出的脊。每隻眼睛後面都有一個氣孔。鼻孔很大，部分被前三角形皮膚瓣覆蓋。嘴巴寬而彎曲，嘴角周圍有相當長的皺紋。兩背鰭大小形狀相似，頂端鈍，第一個背鰭起源於腹鰭基部的中點，而第二個背鰭則起源於臀鰭基部的中點，胸鰭大而寬，角呈圓形，腹鰭和臀鰭較低且呈稜角狀，尾鰭有一個小而圓形的下葉和靠近上葉尖端的腹側切跡，體色上部呈棕色，身體和尾巴上有深色馬鞍和斑點的大理石圖案，體長可達41.7公分，棲息在大陸坡，屬肉食性，卵生，生活習性不明。

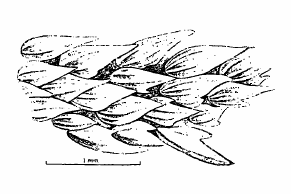
長鰭鋸尾鯊背尾鰭邊緣的小齒脊特寫